# Nyctemera guttulosa
Nyctemera guttulosa är en fjärilsart som beskrevs av Walker 1864. Nyctemera guttulosa ingår i släktet Nyctemera och familjen björnspinnare. Inga underarter finns listade i Catalogue of Life.